# Mattole jezik
Mattole jezik (ISO 639-3: mvb), jezik Mattole Indijanaca, koji se govorio duž rijeka Bear i Mattole u sjeverozapadnoj Kaliforniji. Pripadao je sradišnjoj ili pacifičkoj skupini atapaskanske porodice, a nestao je negdje 1930.-tih godina.
Pripadnici plemena danas žive na rezervatu Rohnerville Rancheria i služe se engleskim [eng]. Imao je 4 samoglasnika (a, e, i, i o). Etnička populacija 100 (2000)

## Vanjske poveznice
- Ethnologue (14th)
- Ethnologue (15th)